# Shkhara
Shkhara (tiếng Gruzia: შხარა) là núi cao thứ ba trong dãy núi Kavkaz, là núi cao nhất Gruzia. Núi này cao 5.201 mét và có phần nhô lên cao 1.365 m. Núi nằm ở Gruzia. Nằm trong khu vực Svaneti dọc theo biên giới với Nga, Shkhara có cự ly 88 km (55 dặm) về phía bắc của thành phố Kutaisi, thành phố lớn thứ hai của Gruzia. Đỉnh núi nằm ở phần trung tâm của dãy núi Đại Kavkaz, phía đông nam của núi Elbrus, ngọn núi cao nhất của châu Âu. Shkhara là đỉnh cao thứ ba ở vùng Kavkaz, chỉ đứng sau Dykh-Tau.
Shkhara là điểm cao và neo phía đông của một khối núi được gọi là tường Bezingi (hoặc Bezengi), sườn núi dài 12 km (7 dặm). Nó là một đỉnh dốc lớn trong một khu vực đóng băng nặng, và tạo ra những thách thức nghiêm trọng cho người leo núi. Mặt Bắc (phía Nga) cao 1.500 mét (4.900 ft) và có một số các tuyến đường khó cổ điển. Các đỉnh phụ đáng kể Shkhara Tây, 5.068 m (16.627 ft), là một mục tiêu leo núi.